# Bangalore university
Bangalore University är ett offentligt universitet i Bangalore, Karnataka, Indien. Universitetet grundades 1886 och är därmed ett av de äldsta i landet.